# Gunnhild Gormsdóttir

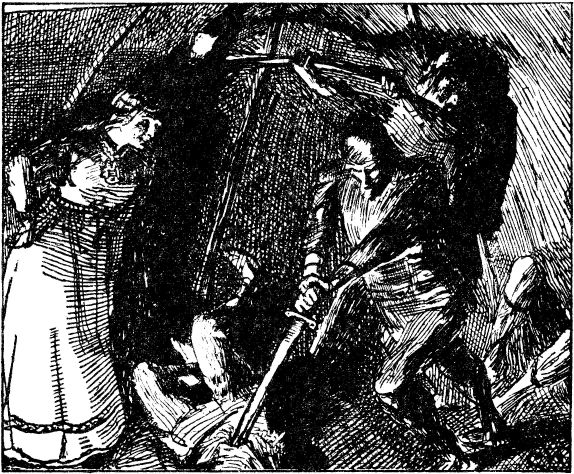
Gunhilda přemlouvá Erika Krvavou Sekyru, aby zabil finské čaroděje.

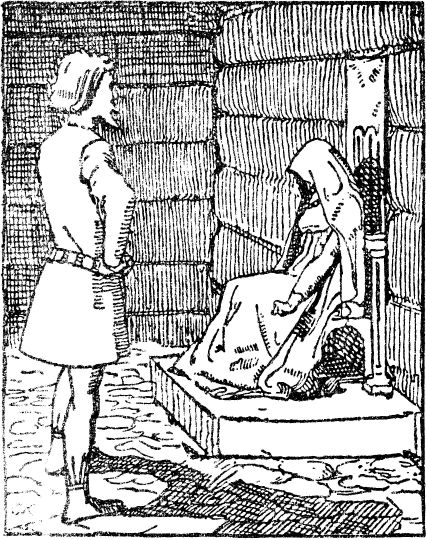
Gunnhilda se dozvídá o Erikově smrti.

Gunnhild konungamóðir (Matka králů) nebo také Gunnhild Gormsdóttir (10. století) je postava ze severských ság, podle kterých byla manželkou Erika Krvavé sekyry (norského krále zhruba v letech 930–34, vládce Orknejí zhruba v letech 937–54, a krále Jórvíku (Yorku) v letech 948–49 a 952–54). Mnoho detailů o jejím životě je sporných, včetně jejího původu. O její samotné existenci se vedou diskuze. Gunhilda se objevuje mimo jiné v ságách Fagrskinna nebo Heimskringla. Mnoho informací o ní pochází z islandských zdrojů, osadníků, kteří uprchli před Haraldem Krásnovlasým, tudíž obecně nepřátelských vůči jeho synovi Erikovi a jeho manželce.
Heimskringla uvádí, že Gunnhilda nějaký čas žila s dvěma finskými čaroději, od kterých se naučila kouzla. Ti po ní požadovali sexuální služby, a tak přesvědčila Erika, který se právě vracel z výpravy do Bjarmlandu, aby je zabil. Erik ji poté přivedl do domu svého otce a oznámil, že se s ní ožení. Starší Fagrskinna ale jen uvádí, že ji potkal během výpravy na finský sever, kde byla ve výchově u krále Finů.

## Původ
Podle spisu Historia Norvegiae z 12. století byla Gunnhilda dcerou dánského krále Gorma Starého a Erik se s ní seznámil na slavnosti pořádané jejím otcem. Historici obecně považují tuto verzi za správnou. Manželství Erika a Gunhildy mělo být dynastickým spojením mezi vládnoucími rody v Norsku a v Dánsku. Matkou Erika Krvavé sekyry byla ostatně Ragnhilda, princezna z dánského Jutska. Heimskringla a Egilova sága na druhou stranu tvrdí, že Gunnhilda byla dcerou Ozura Totia, vojenského velitele z Halogalandu.

## Život
Podle ság Gunnhilda žila v době velkých změn, které se v Norsku odehrávaly. Její tchán Harald I. Krásnovlasý pod svou vládou sjednotil velkou část Norska. Brzy po jeho smrti byli jeho dědic Erik Krvavá sekyra a jeho manželka Gunhilda sesazeni a uchýlili se do vyhnanství. Většinu pozdějšího života strávila Gunhilda na Orknejích, v Yorku a v Dánsku. Mnoho z jejích dětí z manželství se Erikem se na konci 10. století stalo spoluvládci v Norsku.
Gunnhild a Erik zřejmě měli následující děti: Gamleho, Guthorma, Haralda, Ragnfroda, Ragnhildu, Erlinga, Gudroda a Sigurda. Gunhilda byla často označována za čarodějku. Před smrtí Haralda I. záhadně zemřel Erikův nevlastní bratr Halfdan Haraldsson a Gunnhilda byla podezřívaná, že podplatila čarodějku, aby ho otrávila. Brzy poté zemřel Harald I. a Erik se ujal vlády nad celou zemí. Byl ve sporu se svými bratry a čtyři z nich zabil, počínaje Bjørnem Farmannem a později Olafem Haraldssonem a Sigrødem Haraldssonem v bitvě u Tønsbergu.

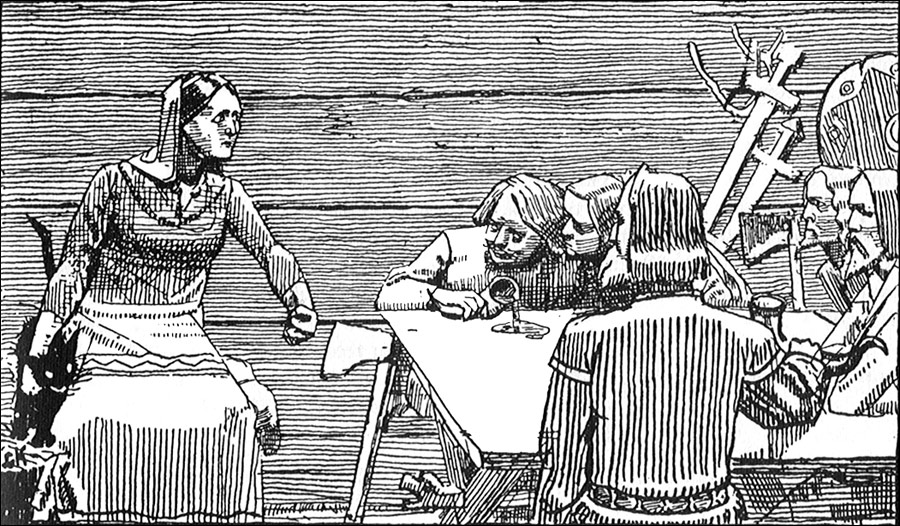
Gunnhilda a její synové.

Důsledkem Erikovy tyranské vlády (zřejmě v ságách zveličené) bylo jeho sesazení a útěk ze země, kdy norští šlechtici prohlásili králem jeho nevlastního bratra Haakona I. Podle islandských ság se pak Erik s rodinou usadil na Orknejích, kde vládl mnoho let. Později možná převzal vládu na Jorvikem (anglickým Yorkem), kde mohl být společně s Gunhildou pokřtěn. I o Jorvik ale přišel a zemřel v bitvě u of Stainmoru (954). Erik, který vládl Jorviku, ale nutně nemusel být Erik Krvavá sekyra.
Po smrti manžela se Gunnhilda se syny uchýlila k dánskému králi Haraldu Modrozubovi, který byl možná jejím bratrem. Jeden z jejích synů, Gamle, zemřel okolo roku 960 v boji proti Haakonovi I. Norskému. Její zbývající synové Haakona porazili v bitvě u Fitjaru v roce 961, ve které zemřel. Haakonovy síly sice vyhrály bitvu, ale jeho smrt zanechala mocenské vakuum, které její synové s dánskou pomocí využili. Její synové se stali vládci Norska a Gunhilda začala být známá jako konungamóðir, Matka králů. U norského dvora v té době měla být prominentní figurou.
Jarl Haakon Sigurdsson s pomocí Haralda Modrozuba v roce 971 připravil vraždu jejího syna Haralda II. Gunhilda a její zbývající synové utekli na Orkneje. Podle Jomsvikinga sagy se Gunnhilda okolo roku 977 vrátila do Dánska, kde byla z rozkazu Haralda Modrozuba utopena v bažině.

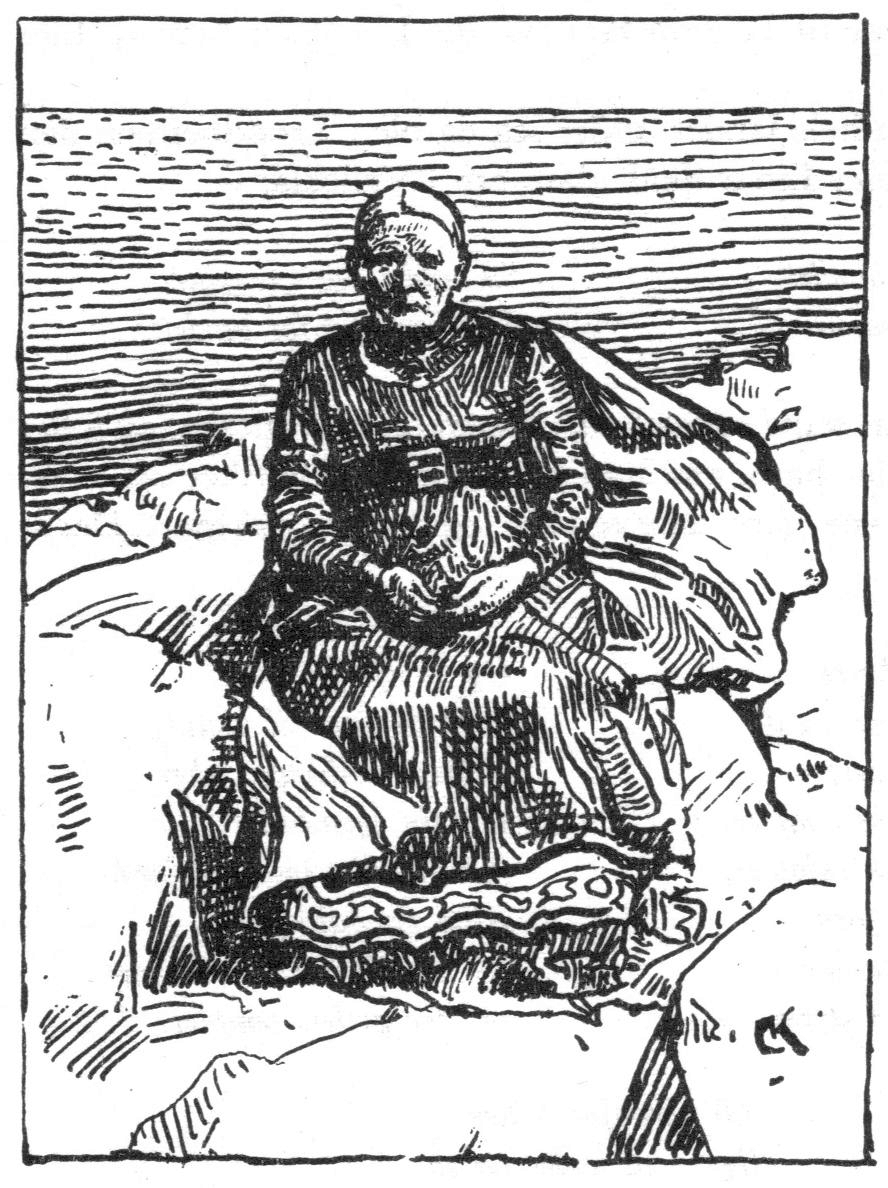
Gunnhilda jako stará žena.

## Související odkazy
- Žena z Haraldskæru